# Сердюк Павло Андрійович
Павло Андрійович Сердюк (27 червня 1990, Москва, СРСР) — російський актор, що став відомим завдяки т/с Моя прекрасна нянька. Проживає в Москві.

## Біографія
Закінчив музичну школу за класом скрипки. У 14 років був затверджений на головну роль у популярному телесеріалі каналу СТС «Моя прекрасна нянька».
Окрім знімань у кіно, грав у ТЮГу, займався гірськими лижами, боксом.
Наразі є студентом 3-го курсу режисерського факультету рос. РАТИ-ГИТИС (Російська академія театрального мистецтва-Державний інститут театрального мистецтва) майстерні Сергія Голомазова.

## Фільмографія
1. 2004 — 2009 — Моя прекрасна нянька - Денис Шаталін, син Максима Шаталіна
2. 2008 — Ранетки - Степан Бєлута
3. 2008 — Моя прекрасна нянька 2: Життя після весілля - Денис Шаталін, син Максима Шаталіна
4. 2009 — Одна сім'я -  Алекс, наркодилер у Тулі
5. 2010 — Слідець Самоваров - Єгор Кузнєцов, син професора
6. 2011 — Викрадення горобця - Михалич

## Особисте життя
17 квітня 2011 року під час концерту гурту Ранетки Павло вийшов на сцену й освідчився учасниці гурту - Анні Руднєвій. Дівчина погодилася. Молодики познайомились 2008 року на знімальному майданчику серіалу Ранетки. Весілля пари відбулося 21 січня 2012 р. 17 травня того ж року Аня народила дівчинку, яку назвали Софією.В кінці 2014 року пара розлучилася.